# Dircenna
Dircenna är ett släkte av fjärilar. Dircenna ingår i familjen praktfjärilar.

## Bildgalleri

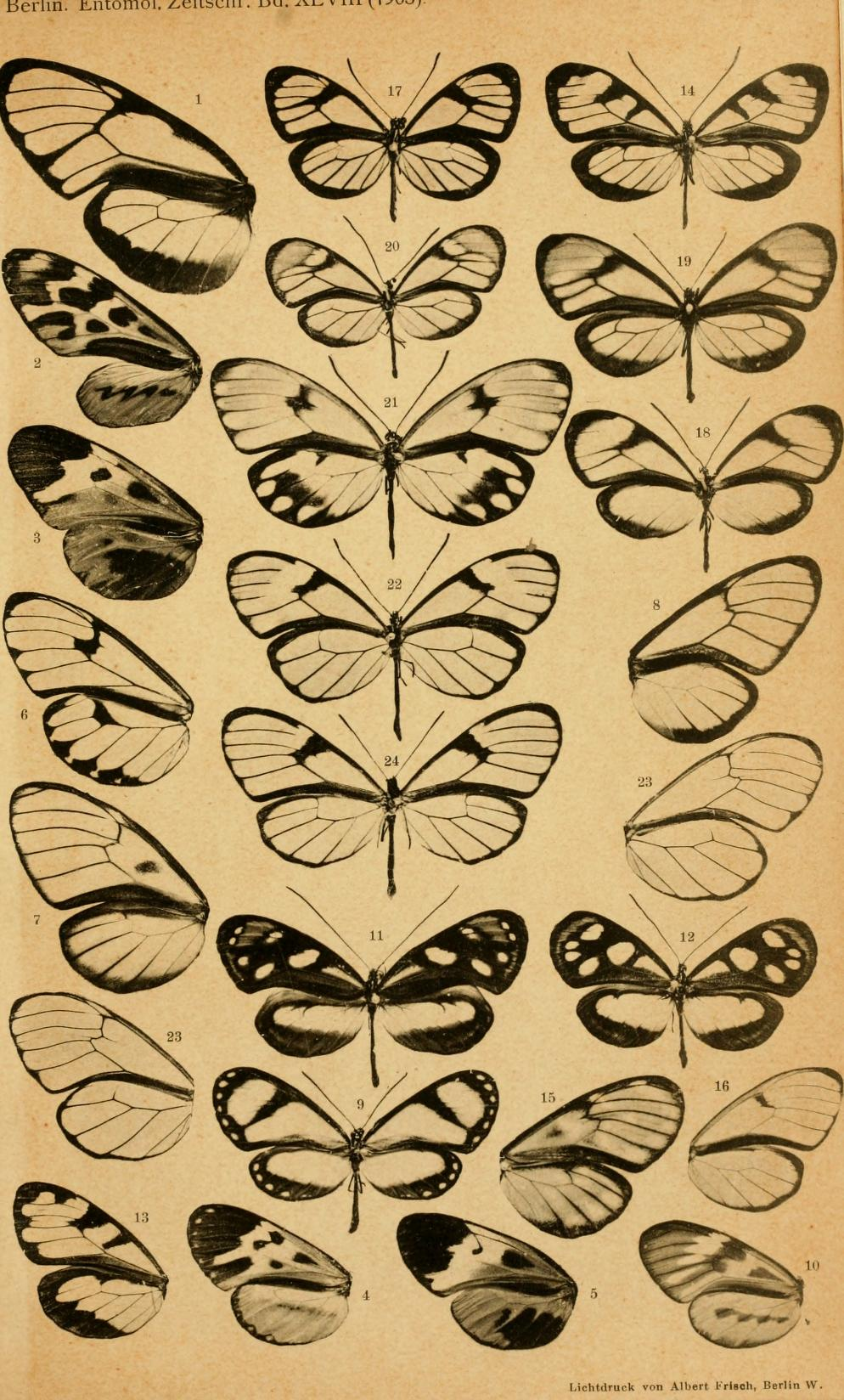
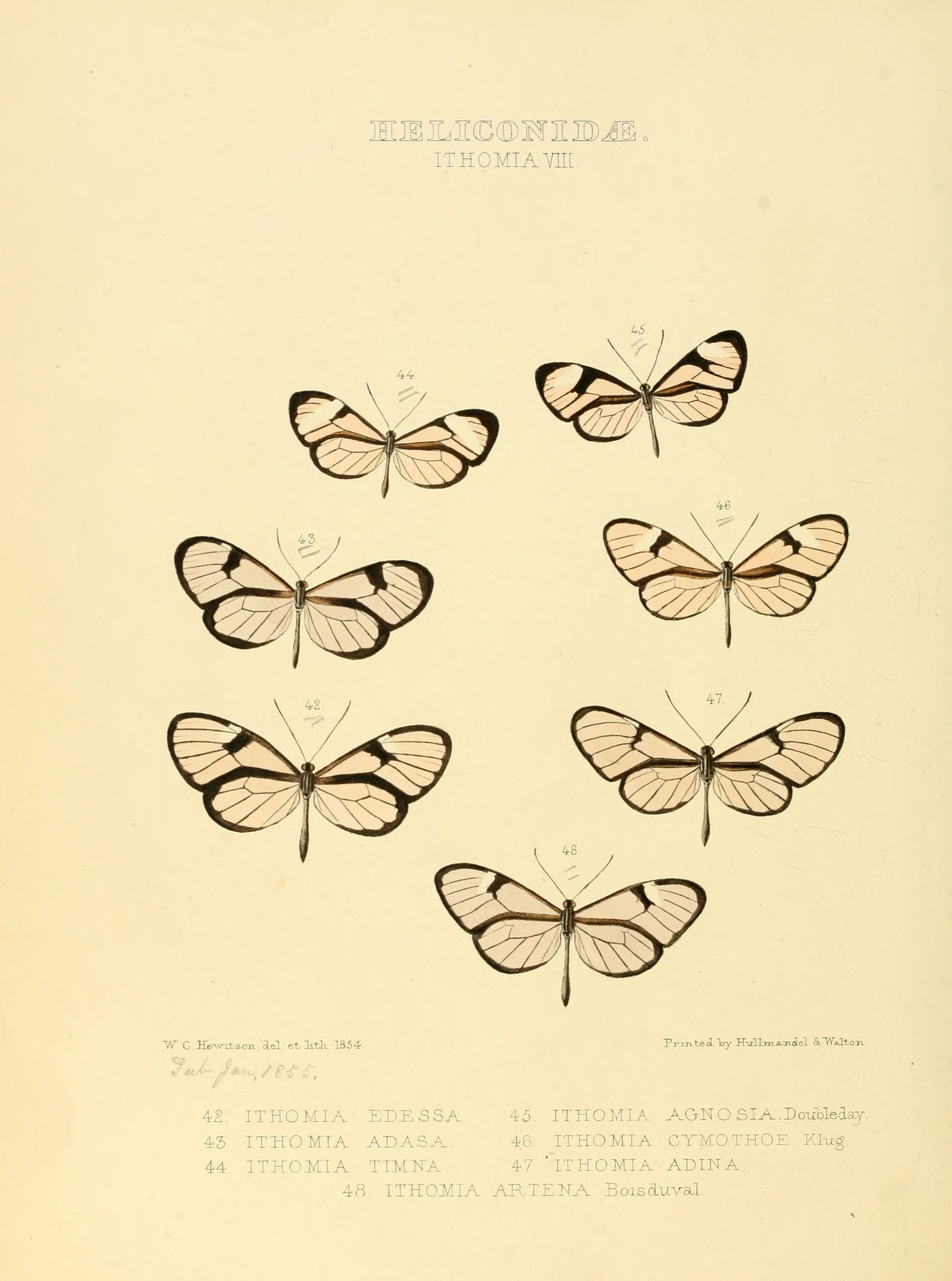
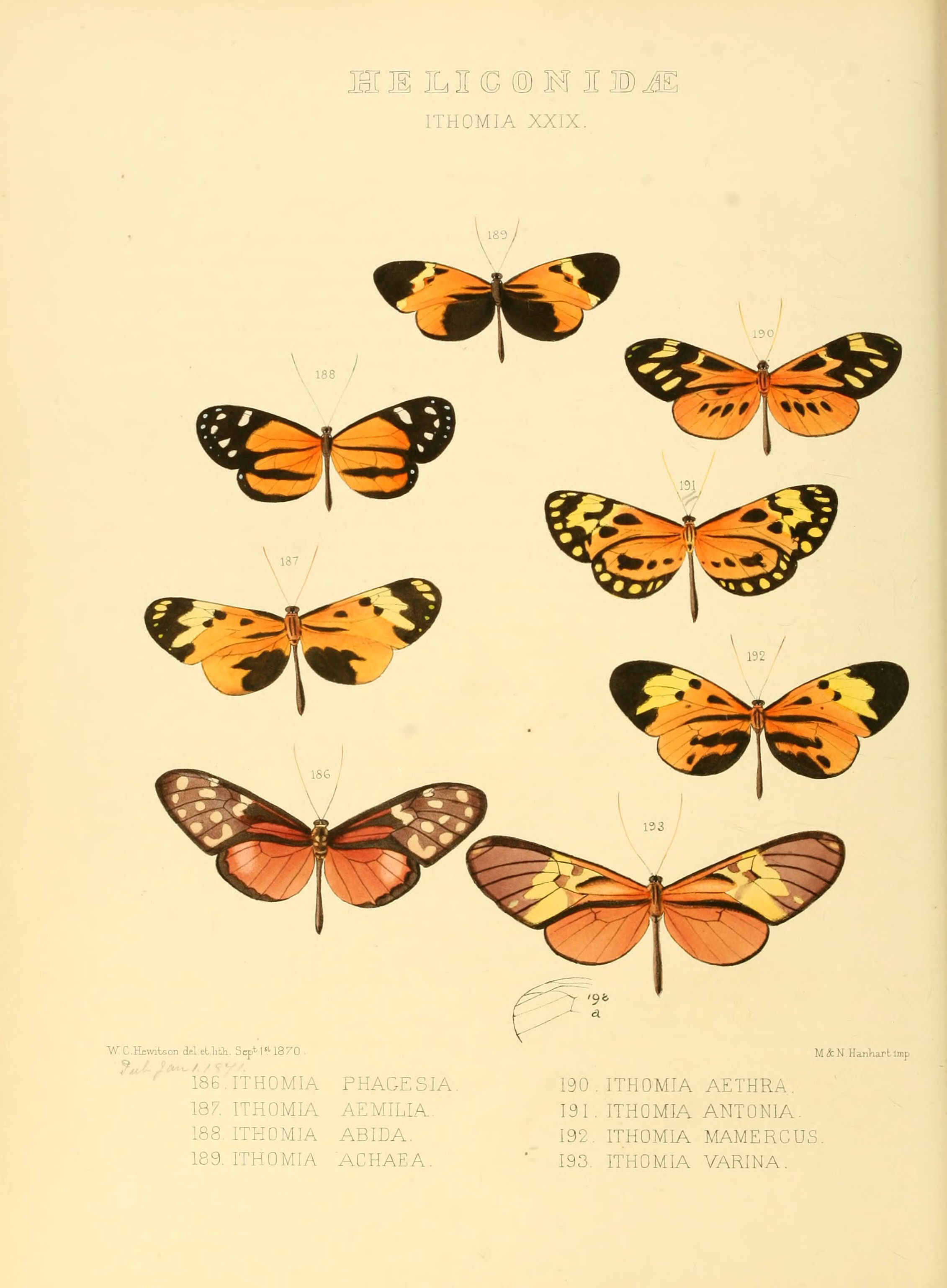
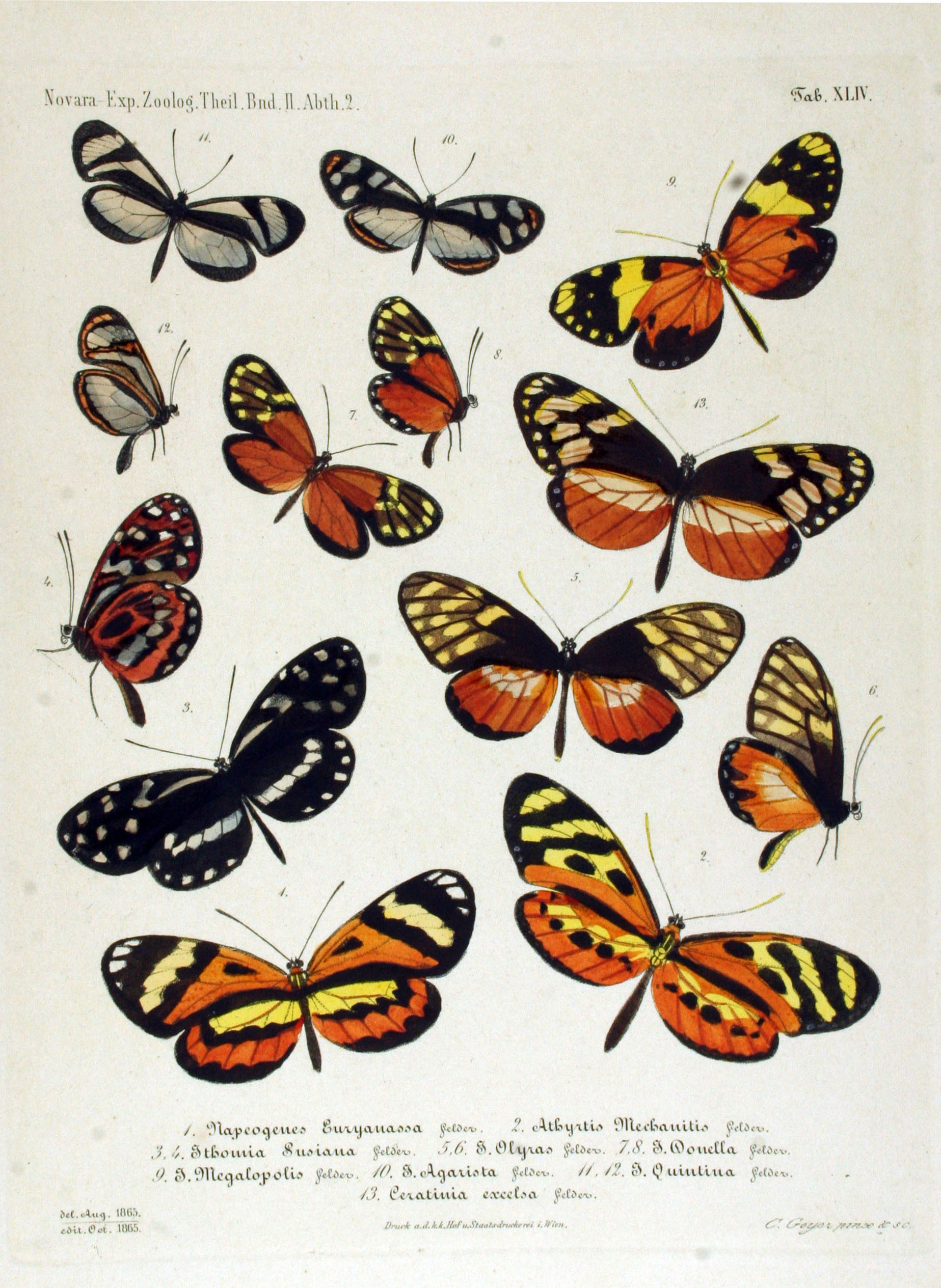

## Dottertaxa tillDircenna, i alfabetisk ordning[1]
- Dircenna acreana
- Dircenna bairdii
- Dircenna caliginosa
- Dircenna calverti
- Dircenna celtina
- Dircenna chiriquensis
- Dircenna chloromeli
- Dircenna clara
- Dircenna columbiana
- Dircenna derivata
- Dircenna dero
- Dircenna differenciata
- Dircenna euchytina
- Dircenna euchytma
- Dircenna euteles
- Dircenna honrathi
- Dircenna hugia
- Dircenna iambe
- Dircenna immaculata
- Dircenna ingens
- Dircenna jemina
- Dircenna klugii
- Dircenna lonera
- Dircenna loreta
- Dircenna lorica
- Dircenna marica
- Dircenna melini
- Dircenna obfuscata
- Dircenna olyras
- Dircenna partita
- Dircenna relata
- Dircenna rhoëo
- Dircenna steinheili
- Dircenna suna
- Dircenna vandona
- Dircenna varina
- Dircenna visina
- Dircenna xanthophane